# Trasaghis
Trasaghis é uma comuna italiana da região do Friuli-Venezia Giulia, província de Udine, com cerca de 2.490 habitantes. Estende-se por uma área de 77 km², tendo uma densidade populacional de 32 hab/km². Faz fronteira com Bordano, Cavazzo Carnico, Forgaria nel Friuli, Gemona del Friuli, Osoppo, Vito d'Asio (PN).

## Demografia
| Variação demográfica do município entre 1861 e 2011                               |
|                                                                                   |
| Fonte: Istituto Nazionale di Statistica (ISTAT) - Elaboração gráfica da Wikipedia |